# Tax day
Le Tax day (« jour de l'impôt ») est, aux États-Unis, est un terme familier désignant la date limite de déclaration des revenus auprès de l'Internal Revenue Service, c'est-à-dire la déclaration pour l'impôt sur le revenu au gouvernement fédéral.
Depuis 1955, pour les résidents américains, cette date correspond souvent au 15 avril.
Cette date est utilisée à des fins politiques : en 2009 par le Tea Party, en 2015 par Scott Walker en la comparant à l'Independance day, ou en 2017 pour protester contre Donald Trump.